# María Elena Álvarez Bernal
María Elena Álvarez Bernal (Zamora de Hidalgo, Michoacán, 5 de octubre de 1930) es una política mexicana, miembro del Partido Acción Nacional, se ha desempeñado como diputada federal en cuatro ocasiones y una como senadora, fue presidenta de la Cámara de Diputados.

## Trayectoria
Su padre tuvo que salir huyendo de Zamora en la Revolución cristera, pues era simpatizante y activo militante de los grupos religiosos locales. Fue por primera vez electa diputada federal a la L Legislatura de 1976 a 1979, de nuevo a la LVI Legislatura de 1994 a 1997. En 1997 fue Senadora a la LVII Legislatura hasta 2000, durante cuyo periodo fungió como Vicepresidenta del Senado de México.
En 2000 fue por tercera vez electa diputada federal a la LVIII Legislatura hasta 2003 y en 2006 por cuarta ocasión a la LX Legislatura, que con la salida de Jorge Zermeño Infante, se convirtió en la presidenta de la Cámara de Diputados.
En el Comité Ejecutivo Nacional del PAN ha ocupado el cargo de Secretaria de Promoción Política de la Mujer. Inició sus estudios profesionales hasta 1980, ya cuando sus hijos eran mayores, se tituló como Licenciada en Ciencias Políticas y Administración Pública en la UNAM en 1985, después de haber concluido sus estudios como profesora normalista en 1980, realizó estudios de maestría en la misma casa de estudios, mismos que concluyó en 1989 y realizó un doctorado.

## Vida personal
María Elena Álvarez Bernal fue esposa del dirigente panista Abel Vicencio Tovar y su hijo fue Felipe Vicencio Álvarez quien ocupó el cargo de Senador, fallecido en 2012.